# I Stay in Love
Az I Stay in Love Mariah Carey amerikai popénekesnő negyedik kislemeze E=MC² című albumáról.

## Megjelentetése
Az I Stay in Love-ot 2008. október 28-án küldték el a rádióknak és innentől lehet letölteni is. Carey a dalt promócióként élőben előadta a brit The X Factor tehetségkutató műsorban november 8-án. Ugyanitt Hero című dalát is előadta, a verseny résztvevőivel. November 23-án az American Music Awards díjkiosztón is előadta.

## Fogadtatása
A dal nagyrészt kedvező kritikákat kapott. a The Republican online kiadása az albumról írt kritikájában azt írta, Carey valósággal tündököl a dalban, a Fox News pedig hatalmas erejű balladának nevezte. A People az album legjobb lassú számának tartotta. A Houston Chronicle jellemzése szerint a dal „lágyan hullámzó ballada, akár Janet Jackson is énekelhette volna”, és megjegyzi, hogy „Carey könnyedén kiénekli a magas hangokat a végén”. A Los Angeles Times szerint az I Stay in Love „díszítetlen, Carey hangja az alacsonyabb hangoknál kissé durva, de a dal érzelmileg hitelesnek hat.” Az Entertainment Weekly a We Belong Together lassúbb, kevésbé addiktív változatának nevezte.
A dal a 97. helyen nyitott a Billboard Hot R&B/Hip-Hop Songs slágerlistán november 15-én és jelenleg a 82. helyen áll. A brit kislemezlista 95. helyén nyitott, és jelenleg is itt áll.

## Videóklip és remixek
A dal fekete-fehér videóklipjét az énekesnő férje, Nick Cannon rendezte, és Las Vegasban forgatták. A klip története Cannon és Carey közös ötletéből származik. A klipet október 5-én forgatták a Bellagio szálloda nightclubjában. Másnap a nevadai sivatagban folytatták a forgatást. Carey egy bártáncosnőt alakít, aki szakított partnerével.
A klip világpremierje a BET Access Granted című műsorában volt október 27-én 19:30-kor (ET). A BET október 28-án 19:00-ig minden órában lejátszotta a klipet, ami a csatorna 106 & Park klipslágerlistáján a 6. helyet érte el.
Carey Luscious Pink nevű, második parfümje reklámjához részletet használtak fel a klipből.

## Változatok
CD kislemez (EU)
1. I Stay in Love (Radio Edit) – 3:27

CD kislemez (USA)
1. I Stay in Love (Main version) – 3:32
2. I Stay in Love (Instrumental) – 3:30

Maxi CD kislemez
1. I Stay in Love (Album Version) – 4:32
2. I Stay in Love (Radio Edit) – 3:02
3. I Stay in Love (Extended Version) – 4:27
4. I Stay in Love (Instrumental) – 3:32
5. I Stay in Love (Ralphi Melodic’s Radio Mix) – 3:33
6. I Stay in Love (Ralphi Melodic Mixshow) – 6:31
7. I Stay in Love (Ralphi Melodic Club Vox Mix) – 9:26
8. I’m That Chick (Craig C Radio Edit) – 3:18
9. I’m That Chick (Craig C Club Mix) – 6:47

Maxi CD (promó)
1. I Stay in Love (Jody den Broeder Radio Edit) – 4:04
2. I Stay in Love (Ralphi Rosario Melodic Radio Edit) – 3:47
3. I Stay in Love (Jody den Broeder Club Mix) – 8:26
4. I Stay in Love (Ralphi Rosario Big Vocal) – 8:10
5. I Stay in Love (Jody den Broeder House Mix) - 8:26
6. I Stay in Love (Ralphi’s Bar Dub Mix) – 8:11
7. I Stay in Love (Jody den Broeder Dub) – 7:27
8. I Stay in Love (Jody den Broeder House Dub) – 8:26

iTunes kislemez (USA)
1. I Stay In Love (Jody den Broeder Radio Edit) – 4:08
2. I Stay In Love (Ralphi Rosario Melodic Radio Edit) – 3:50
3. I Stay In Love (Jody den Broeder House Mix) – 8:29
4. I Stay In Love (Ralphi Rosario Big Vocal) – 8:12

## Helyezések
| Slágerlista (2008)                    | Legmagasabb helyezés |
| ------------------------------------- | -------------------- |
| USA Billboard Hot R&B/Hip-Hop Songs   | 81                   |
| USA Billboard Pop 100                 | 94                   |
| USA Billboard Rhythmic Top 40         | 37                   |
| USA Billboard Hot Singles Sales       | 4                    |
| USA Billboard Hot Dance Singles Sales | 2                    |
| USA Billboard Hot Videoclip Tracks    | 16                   |
| USA Billboard Hot Dance Club Play     | 19                   |
| Brit kislemezlista                    | 95                   |
| Kanadai eladási lista                 | 1                    |